# Готтенкьени, Густав
Густав Готтенкьени (нем. Gustav Gottenkieny; 8 мая 1896, Швейцария — не позднее 13 сентября 1959, Цюрих) — швейцарский футболист, игравший на позиции защитника. Известен по выступлениям в ряде швейцарских клубов, наиболее известен по выступлениям за клуб «Грасхопперс», в составе которого был трёхкратным чемпионом Швейцарии и двукратным обладателем Кубка Швейцарии. В составе сборной Швейцарии был серебряным призёром Олимпийских игр 1924 года.

## Клубная карьера
Густав Готтенкьени родился в Винтертуре и в большом футболе дебютировал в 1909 году в клубе из родного города «Винтертур», в котором играл до конца 1914 года. В начале 1915 года футболист стал игроком клуба «Стелла» из Фрибура, в котором играл до середины 1918 года. В середине 1918 года Готтенкьени вернулся в клуб «Винтертур», в котором играл до середины 1920 года.
В середине 1920 года стал игроком клуба клуба «Грассгоппер», в котором играл до 1928 года на протяжении 8 сезонов. За это время трижды выиграл титул чемпиона Швейцарии, и дважды становился обладателем Кубка Швейцарии. Завершил профессиональную карьеру в 1928 году, после чего несколько лет работал футбольным тренером. Точная дата смерти Густава Готенкьени неизвестна, вероятнее всего, он умер в 1959 году.

## Выступления за сборную
В 1920 году Густав Готтенкьени дебютировал в официальных матчах в составе национальной сборной Швейцарии. В составе сборной был участником футбольного турнира на Олимпийских играх 1924 года в Париже, где вместе с командой выиграл серебряные награды. Всего в течение карьеры в национальной команде, длившейся 6 лет, провёл в её форме 14 матчей, в которых забитыми мячами не отличился.

## Титулы и достижения
- Серебряный олимпийский призер : 1924
- Чемпион Швейцарии (3):

«Грассгоппер»: 1920—1921, 1926—1927, 1927—1928
- Обладатель Кубка Швейцарии (2):

«Грассгоппер»: 1925—1926, 1926—1927